# ذرفة
الذُّرْفَة أو زنبق الوادي أو المَضْعَف أو قنفلرية أيار أو المجلس العرفي (الاسم العلمي: Convallaria majalis) هو نوع نباتي يتبع جنس القنفلرية من الفصيلة السفندرية (باللاتينية: Ruscaceae). سميت بهذا الاسم بسبب خروج الأزهار في شهر أيار. وهو من نباتات الزينة المهمة، ولا علاقة له مع جنس الزنبق.

## الموئل والانتشار
موطنها الأصلي نصف الكرة الأرضية الشمالي من آسيا إلى أوروبا وبعض المناطق في شرق الولايات المتحدة، ويدور بعض الجدل حول إذا كان النبات أصيلاً في الولايات المتحدة.

## الوصف النباتي
النبات عشبي معمر ينتشر بالجذامير. يبلغ ارتفاع الساق من 15-30 سم. الأوراق إهليليجية طولها من 10-25 سم. النورة عنقودية بسيطة تضم 5-15 زهرة. الثمرة عوزة (عنبة) حمراء جذابة.

## السمّية
يحتمل أن تكون جميع أجزاء النبات سامة بما في ذلك التوت الأحمر الذي قد يكون جذابًا للأطفال. قد يسبب آلام في البطن والغثيان والقيء وعدم انتظام ضربات القلب إذا أُكِلَ.

## معرض صور

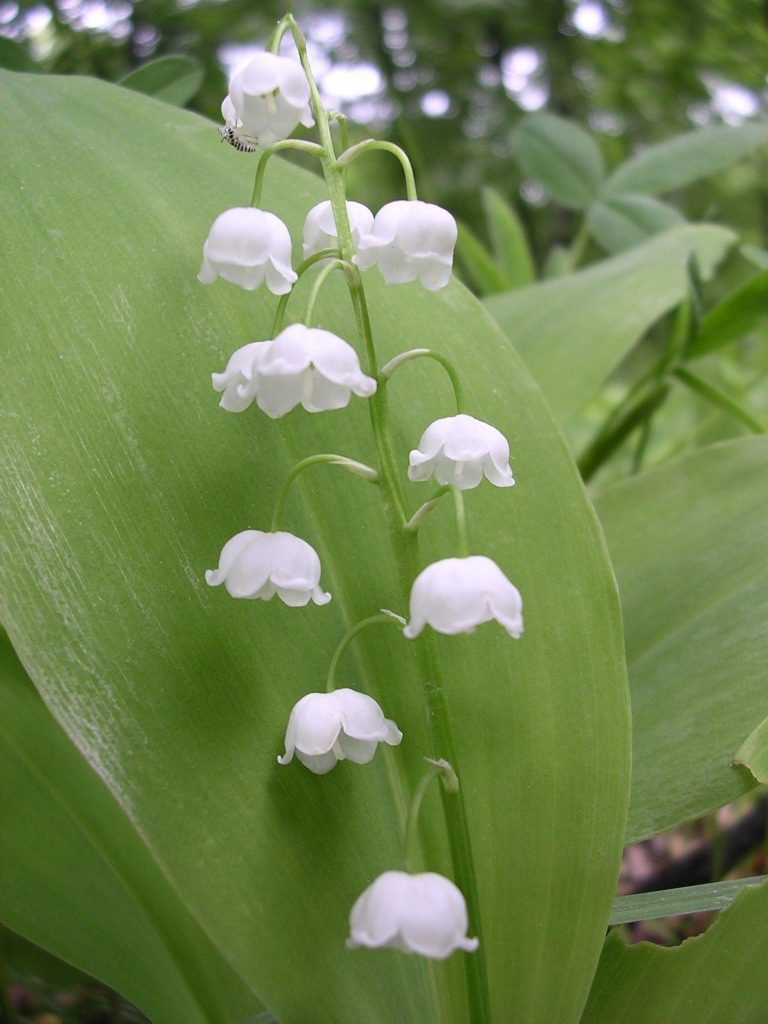
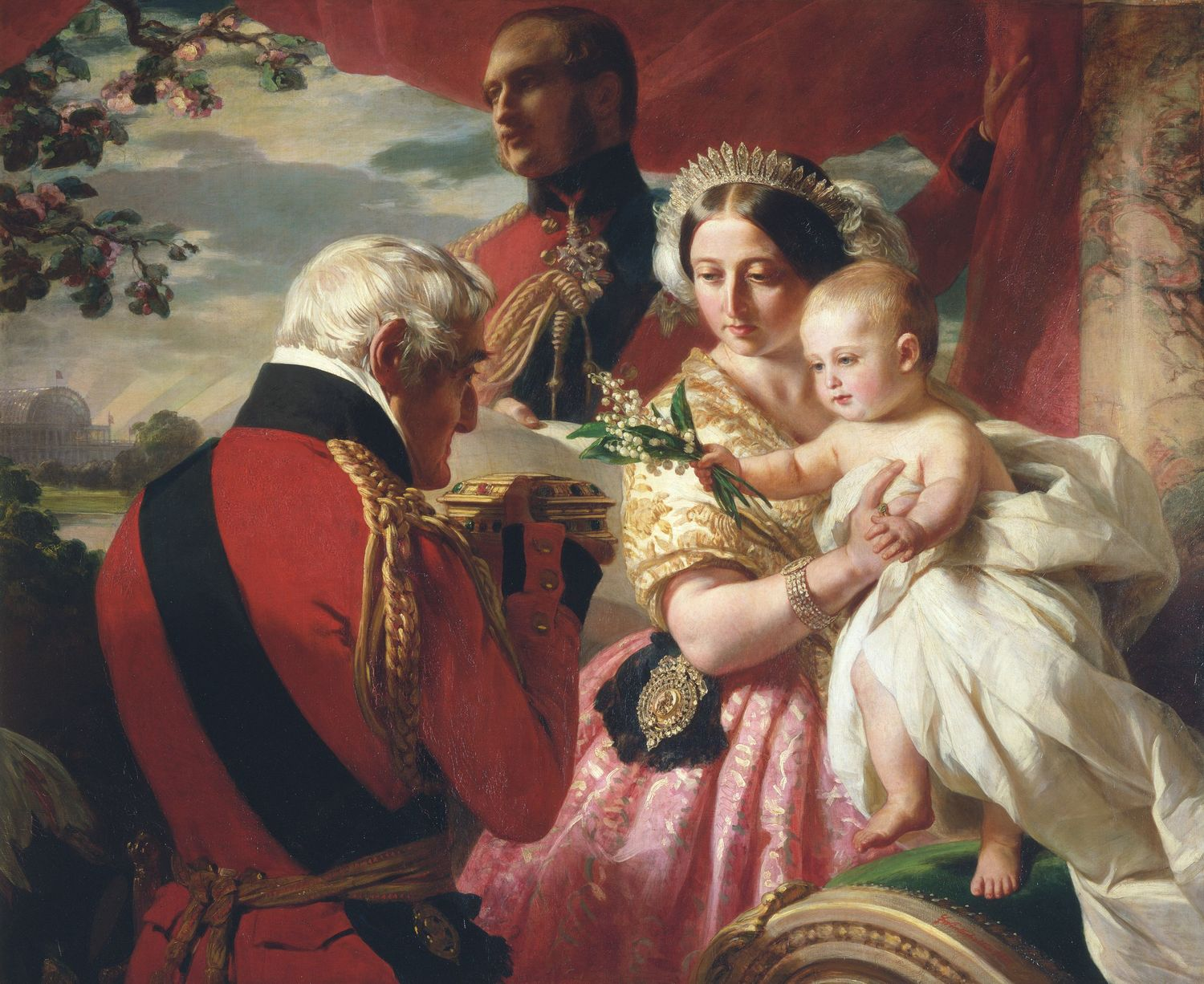
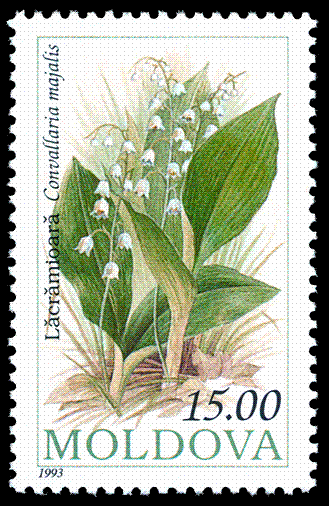